# Тайфуни с нежни имена
„Тайфуни с нежни имена“ е български 3-сериен телевизионен игрален филм (криминален) от 1979 година на режисьора Милен Гетов, по сценарий на Богомил Райнов. Оператор е Христо Вълев. Музиката във филма е композирана от Тончо Русев. Създаден е по поредица от произведения на Богомил Райнов. Това е един от поредните филми, направен по сценарий на Богомил Райнов с неговия герой разузнавач Емил Боев.

## Серии
- 1. серия – 62 минути
- 2. серия – 66 минути
- 3. серия – 65 минути [1].

## Актьорски състав
| Роля                                                       | Изпълнител                                       |
| ---------------------------------------------------------- | ------------------------------------------------ |
| разузнавачът Емил Боев/ Пиер Лоран, счетоводител           | Коста Цонев                                      |
| швейцарката Розмари Дюмон, секретарката на бижутера Грабер | Аня Пенчева                                      |
| германката Флора Зайлер                                    | Лиляна Ковачева                                  |
| Ралф Бентън, резидент на ЦРУ                               | Климент Денчев                                   |
| Ганев/Горанов, бивш полицейски агент                       | Стойчо Мазгалов                                  |
| Макс Брунер                                                | Борис Луканов                                    |
| Виолета, дъщеря на Горанов                                 | Диана Райнова                                    |
| Боян, следовател                                           | Йосиф Сърчаджиев                                 |
| Борислав, следовател                                       | Петър Чернев                                     |
| Бенато                                                     | Асен Миланов                                     |
|                                                            | Димитър Хаджийски                                |
| Рон                                                        | Константин Димчев                                |
| началникът                                                 | Дамян Антонов                                    |
| следовател                                                 | Петър Вучков                                     |
| Андрей Горанов                                             | Юрий Яковлев (като Юри Яковлев)                  |
|                                                            | Стоян Бъчваров                                   |
| свидетел                                                   | Стефан Костов                                    |
|                                                            | Владимир Парисов                                 |
|                                                            | Пейо Станков                                     |
|                                                            | Доротея Парисова                                 |
| Тео Грабер                                                 | Димитър Хаджиянев                                |
| Георг Рос                                                  | Найчо Петров (не е посочен в надписите на филма) |
|                                                            | Кармен Чипишева                                  |